# Смбат II
Смбат II (вірм. Սմբատ  Բ) — цар (шахіншах) Вірменії у 977—989 роках.

## Життєпис
Син Ашота III Милостивого, який правив в Ані. Смбат II посилив місто й 989 року почав зведення кафедрального Анійського собору (завершено 1001 року). Продовжив політику батька. Наказав збудувати стіну навколо столиці Ані та звести вежі та укріплення, що захищали місто з півночі та заходу. В той час Вірменія також переживала період миру та спокою, і тільки конфлікт між Смбатом II та його дядьком Мушегом у Карсі порушив суспільний порядок. Іншим каменем спотикання стала суперечка між Смбатом і вірменською церквою, коли цар одружився зі своєю племінницею, що церква засудила.
Цар Смбат II загинув 989 року за часів, коли видатний вірменський архітектор Трдат за наказом царя розпочав закладати фундамент собору в Ані. Ця будівля стоїть донині, і з неповторним стилем, і простими прикрасами, собор розглядається як один із шедеврів вірменського зодчества. Смбата II було поховано в Ані й трон успадкував його брат Гагік I, оскільки Смбат не мав синів.